# (400170) 2006 WZ16
(400170) 2006 WZ16 es un asteroide perteneciente al cinturón de asteroides, descubierto el 17 de noviembre de 2006 por el equipo del Spacewatch desde el Observatorio Nacional de Kitt Peak, Arizona, Estados Unidos.

## Designación y nombre
Designado provisionalmente como 2006 WZ16.

## Características orbitales
2006 WZ16 está situado a una distancia media del Sol de 2,657 ua, pudiendo alejarse hasta 3,290 ua y acercarse hasta 2,024 ua. Su excentricidad es 0,238 y la inclinación orbital 4,848 grados. Emplea 1582,09 días en completar una órbita alrededor del Sol.

## Características físicas
La magnitud absoluta de 2006 WZ16 es 17.